# پایگاه هوایی آبی ماتاگامی
پایگاه هوایی آبی ماتاگامی (به انگلیسی: Matagami Water Aerodrome) یک فرودگاه خصوصی است که یک باند فرود آب دارد. این فرودگاه در کشور کانادا قرار دارد و در ارتفاع ۲۳۶ متری از سطح دریا واقع شده‌است.